# Juno (mytologie)
Juno (latinsky IVNO, Iūnō) je římská bohyně, manželka nejvyššího boha Jupitera. Vládla především nad ženskými záležitostmi: zásnubami, manželstvím, těhotenství a porodem. Od jejího jména je odvozeno latinské pojmenování měsíce června – iūnius.
Společně s Jupiterem a Minervou tvoří kapitolskou trojici – triády božstev uctívaných na Kapitolu a která hrála významnou roli v římském náboženství. Složení trojice je téměř jistě etruského původu, na druhou stranu Etruskové přejali jméno Juno pro svou bohyni, manželku nejvyššího boha Tinia, a zvali ji Uni. Kromě toho Římané ztotožnili Juno s řeckou Hérou.

## Mytologie
Podle mýtu uvedeného v Ovidiových Fasti, který však může být autorovou invencí, byla Juno nešťastná že její manžel Jupiter sám zplodil Minervu, což odpovídá řeckému podání o porození Athény Diem, a tak hledala pomoc u bohyně Flory. Ta ji darovala kouzelný květ po kterém Juno počala Marta, což zase připomíná některá řecká podání podle kterých byla jediným Héfaistovým rodičem sama Héra.

## Tituly
- Virginensis „panenská“ jako ochranná bohyně dívek[1]
- Pronūba „zasnubní“[1] či „vedoucí nevěstu do svatební komnaty“[3]
- Domiduca „uvádějící do manželova domu“[1]
- Cinxia – jako bohyně zavazující rozvazující nevěstin pás
- Iuga či Iugalis – z iugum „jho“ jako bohyně manželského svazku[4]
- Fluonia či Fluvionia
- Populona
- Iterduca
- Caprotina

## Svátky
Zasvěcení všech Junoniných chrámů z doby republiky připadalo, s jedinou výjimkou, na kalendy – první den určitého měsíce. Z těchto důvodů se religionista Michael Lipka domnívá že tyto dny byly obecně zasvěceny právě Junoně. Všechny republikánské chrámy Juno byly zasvěceny na jedny z kalend – prvních dnů v určitém měsíci, s jedinou výjimkou jež zasvěcenou o nonách.

## Etymologie a hypotézy
Jaan Puhvel vykládá jméno Iūnō z iuvenis „mladý“, v souvislosti s tím připomíná latinské iūnīx „jalovice“ nebo sanskrtské juní „mladý“, přičemž stejný způsobem vykládá i jméno řecké Héry – jako „roční tele, jalovice“.
Jaan Puhvel se domnívá že původně mohla být velmi podobná Dianě „božské“, a svou funkci ochránkyně manželství a titul Pronūba získala až pod vlivem splynutí s řeckou Hérou. Obě bohyně byly například ztotožňovány s bohyní porodu Lucinou. Především však Puhvel Juno považuje za transfunkcionální bohyni, tedy bohyni všem třem indoevropským funkcím: suverenitě, válce a plodnosti, mezi které náleží například perská Ardví Surá Anáhitá „vlhká, silná, neposkrvněná“, védská Sarasvatí, řecká Athéna nebo irská Macha. Vychází z přitom z titulary Sēispes Māter Regīna, kterou Juno nosila v latinském městě Lanuvium, a kterou vykládá následovně:
- Sēispes vykládá z sōspes „bezpečný, zdravý, imunní před poskrvnou“
- Regīna „královna“ spojuje s válečnou funkcí
- Māter „matka“ spojuje s plodnostní funkcí

Dále poukazuje na Dídó, která se z Junoniny vůle, ve Vergiliově Aeneidě snaží zabránit naplnění Aeneových záměrů, která postupně v příběhu nabývá podoby panenské intacty, válečnické dux fēmina a nakonec budoucí matky – māter.
Podle Bořka Neškudly byla Juno původně obdobou genia – individuálním ochranným duchem každé ženy, jež později splynuly v jednu bohyni, která byla ztotožněna s řeckou Hérou.